# Qi Hui
Dans ce nom chinois, le nom de famille, Qi, précède le nom personnel.
Qi Hui, née le 13 janvier 1985 à Fuzhou, est une nageuse chinoise spécialiste de la brasse et du style quatre nages.

## Palmarès

### Championnats du monde
| - Championnats du monde 2001 à Fukuoka (Japon) : - Médaille d'argent du 200 m brasse. - Médaille de bronze du 200 m quatre nages. - Championnats du monde 2003 à Barcelone (Espagne) : - Médaille de bronze du 200 m brasse. | - Championnats du monde en petit bassin 1999 à Hong Kong (Chine) : - Médaille de bronze du 200 m brasse. - Championnats du monde en petit bassin 2002 à Moscou (Russie) : - Médaille d'or du 200 m brasse. - Médaille de bronze au titre du relais 4 × 100 m quatre nages. - Championnats du monde en petit bassin 2006 à Shanghai (Chine) : - Médaille d'or du 200 m brasse. - Médaille d'or du 200 m quatre nages. - Médaille d'or du 400 m quatre nages. |

## Records

### Record du monde battu
| Épreuve                      | Temps         | Compétition                | Lieu            | Date       |
| 200 m brasse en grand bassin | 2 min 23 s 02 | Championnats de Chine 2001 | Hangzhou, Chine | 16/04/2001 |